# Nikolay Noritsyn
Nikolay Noritsyn est un joueur d'échecs canadien né le 28 mai 1991 à Kaliningrad en Russie, champion du Canada en 2007, 2023 et 2025.
Au 1er septembre 2024, il est le septième joueur canadien avec un classement Elo de 2 450 points.

## Biographie et carrière
Maître international depuis janvier 2007, Noritsyn a remporté le championnat du Canada en 2007 à seize ans, 2023 et en 2025. Il finit deuxième du championnat open du Canada 2010 et deuxième du championnat canadien en 2017.
Il représente le Canada lors des olympiades de 2008 (après son premier titre de champion du Canada), 2010, 2012, 2018, 2022 et à l'Olympiade d'échecs de 2024